# 科威特—美國關係
科威特-美国关系是科威特和美国之间的双边关系。科威特是美国指定的主要非北约盟国。
截至2013年，有5115名来自科威特的国际学生在美国学习，占所有在美国接受高等教育的外国人的0.6%。

## 历史

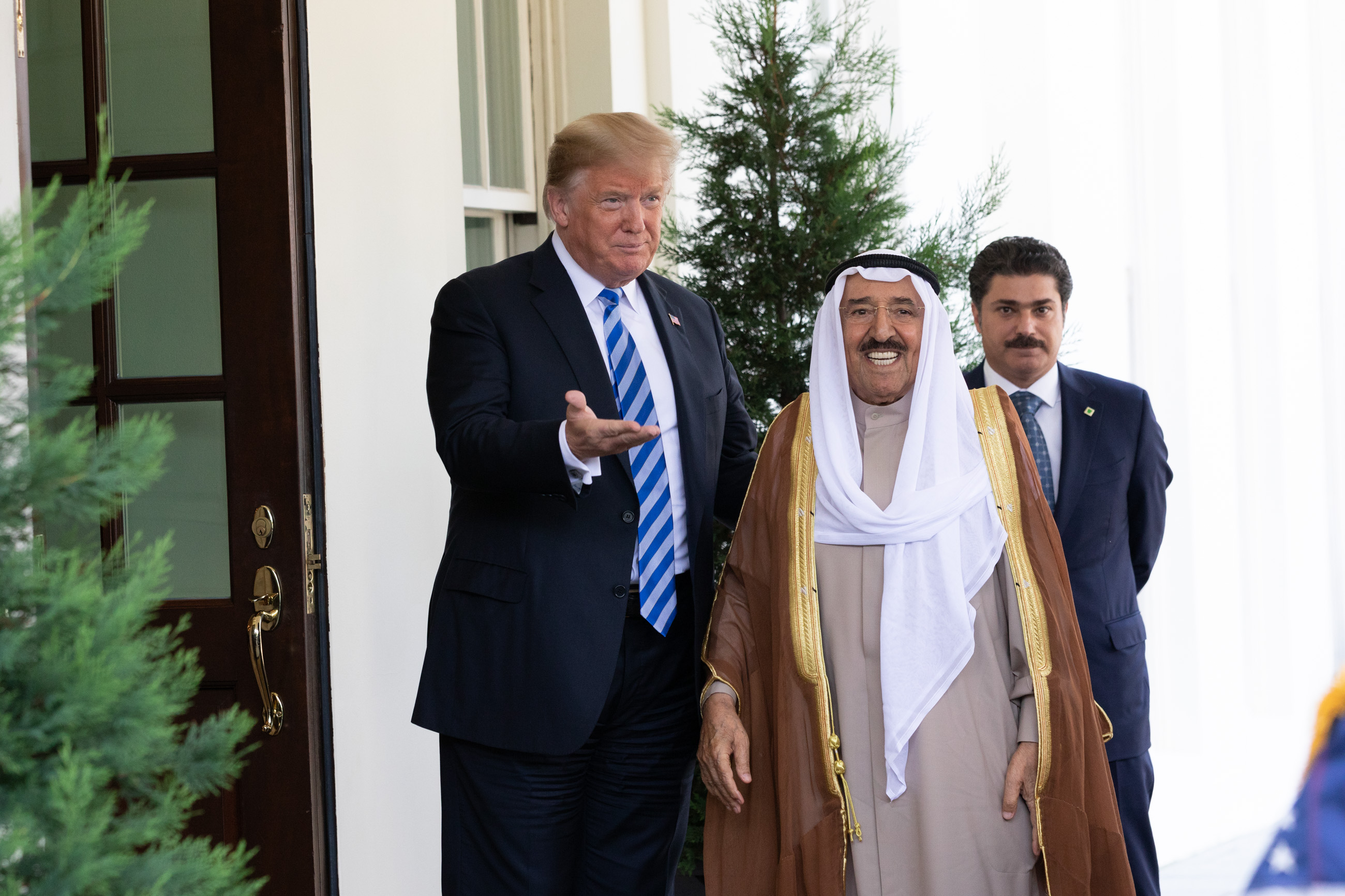
2018年，美國總統唐納·川普在白宮會見科威特埃米爾薩巴赫·艾哈邁德·賈比爾·薩巴赫

美国于1951年10月在科威特开设了领事馆，10年后科威特独立时，该领事馆被提升为大使馆。美国支持科威特的主权、安全和独立，以及在海湾合作委员会国家之间建立更大合作的多边外交努力。
美国和科威特之间的战略合作在1987年得到加强，当时实施了一项海上保护制度，保障了11艘带有美国标记的科威特油轮在波斯湾的航行自由。
美国在伊拉克入侵科威特后，美科战略伙伴关系再次急剧加强。美国带头联合国安全理事会要求伊拉克撤出科威特，并授权在必要时使用武力将伊拉克部队撤出被占领的国家。美国随后在解放科威特的“沙漠盾牌”和“沙漠风暴”多国军事行动的发展中发挥了主导作用。美国海湾战争结束后，美国和科威特的关系依然牢固。科威特和美国每天都在监督和执行伊拉克遵守联合国安理会决议的情况。
自科威特解放以来，美国通过对外军售和商业渠道向科威特提供军事和国防技术援助。美国驻科威特军事合作办公室隶属于美国大使馆，负责管理FMS项目。目前，美国军方和科威特国防部之间有100多个未公开的FMS合同，总价值81亿美元。目前由科威特国防军购买的主要美国军事系统包括爱国者导弹系统、F-18大黄蜂战斗机、M1A2主战坦克、AH-64D阿帕奇直升机，以及美国舰艇对科威特海军进行的重大资本重组。
自从海湾战争以来，科威特人对美国人和美国产品的态度一直是积极的，2003年63%的科威特人对美国的态度是积极的，这一观点比美国的亲密盟友如意大利、德国和法国更积极，而2007年这一比例下降到46%。1993年，科威特公开宣布放弃阿拉伯抵制以色列的第二和第三方面(那些影响美国公司的方面)。美国目前是科威特最大的商品和服务供应国，科威特是中东第五大市场。2006年，美国对科威特的出口总额为21.4亿美元。只要价格合理，美国公司在许多需要先进技术的领域具有竞争优势，如油田设备和服务、发电和配电设备、电信设备、消费品和军事设备。
科威特也是美国正在进行的外交努力的重要伙伴美国领导的打击国际恐怖主义的行动，在军事、外交和情报领域提供援助，并支持阻止为恐怖组织提供资金的努力。2005年1月，科威特安全部队与当地极端分子发生枪战，造成双方伤亡，这是科威特历史上首次发生这样的事件。
美国驻科威特大使馆位于巴扬地区。